# Киртхар (хребет)
Киртхар (на урду: كوه کیر تھر, на синдхи: کير ٿر جبل) е планински хребет в Южен Пакистан, явяващ се крайна югоизточната периферия на обширната Иранска планинска земя. На северозапад се свързва с Мекранските планини, на изток и юг със стръмни склонове се спуска към Индо-Гангската равнина, а на юг завършва на около 40 km северно от град Карачи. Дължина около 300 km, максимална височина до 2171 m. Изградени са предимно от варовици, образуващи тесни скалисти гребени и пясъчници. Климатът е сух, субтропичен, като западните североизточните му склонове изпитват влиянието на летните мусони. Те са покрити с рядка дървесно-храстова растителност, а останалите са много сухи, с господство на планинските пустини и полупустини. От него на изток водят началото си къси маловодни реки (Колачи и др.), десни притоци на Инд, а на юг текат реките Хаб, Порали и други, вливащи се директно в Арабско море. В речните долини и оазиси се развива поливно земеделие и овощарство.